# Abronia oaxacae
Abronia oaxacae är en ödleart som beskrevs av  Günther 1885. Abronia oaxacae ingår i släktet Abronia och familjen kopparödlor. Inga underarter finns listade i Catalogue of Life.
Ödlan har några från varandra skilda populationer i delstaten Oaxaca i Mexiko. Arten lever i bergstrakter mellan 2100 och 2750 meter över havet. Den vistas i bergsskogar med ekar och tallar. Abronia oaxacae har viss anpassningsförmåga till skogsbruk.
Större förändringar av skogen kan vara ett hot. Alls revir tillsammans är uppskattningsvis 20 000 km² stort. IUCN kategoriserar arten globalt som sårbar.